# Zora opiniosa
Zora opiniosa är en spindelart som först beskrevs av O. Pickard-Cambridge 1872.  Zora opiniosa ingår i släktet Zora och familjen taggfotsspindlar.
Artens utbredningsområde är Libanon. Inga underarter finns listade i Catalogue of Life.